# معركة جيرولاتا
معركة جيرولاتا (بالإنجليزية: Battle of Girolata)‏ هي معركة بحرية بين أسطول الدولة العثمانية من جانب واسطول أسباني جنوي من جانب آخر وذلك يوم 15 يونيو 1540 في خليج جيرولاتا على الساحل الغربي لجزيرة كورسيكا وانتهت المعركة بانتصار الأسطول الأسباني الجنوي.